# Natação no Campeonato Mundial de Esportes Aquáticos de 2023 - 200 m medley masculino
A disputa na modalidade 200 metros medley masculino de Natação no Campeonato Mundial de Esportes Aquáticos de 2023 fora realizada nos dias 26 e 27 de julho de 2023 na Marine Messe Fukuoka em Fukuoka, no Japão. Ao todo, 49 nadadores de 43 Comitês Olímpicos Nacionais estavam previstos para participarem do evento .Léon Marchand, nadador francês, tornou-se bicampeão mundial do evento estabelecendo o novo recorde europeu. 

## Formato da competição
A competição consiste em três rodadas: eliminatórias, semifinais e final. Os nadadores com os 16 melhores tempos nas baterias preliminares avançam as semifinais. Já os nadadores com os 8 melhores tempos nas semifinais avançam a final. Desempates (swim-offs) são utilizados conforme necessário para quebrar os empates de avanço a próxima rodada.

## Calendário
Todos os horários estão na Hora legal japonesa (UTC+9).
| Data                | Horário | Fase          |
| ------------------- | ------- | ------------- |
| 26 de julho de 2023 | 11:17   | Eliminatórias |
| 26 de julho de 2023 | 21:29   | Semifinais    |
| 27 de julho de 2023 | 21:03   | Final         |

## Recordes
Antes desta competição, os recordes mundiais e do campeonato nesta prova eram os seguintes:
| Tipo                  | Atleta      | Tempo     | Local  | Data                |
| --------------------- | ----------- | --------- | ------ | ------------------- |
|                       | Ryan Lochte | 1m 54s 00 | Xangai | 28 de julho de 2011 |
| Recorde do campeonato | Ryan Lochte | 1m 54s 00 | Xangai | 28 de julho de 2011 |

## Medalhistas
| Ouro                   | Prata                       | Bronze                  |
| Léon Marchand · França | Duncan Scott · Grã-Bretanha | Tom Dean · Grã-Bretanha |

## Resultados

### Eliminatórias
As eliminatórias foram realizadas no dia 26 de julho com início às 11:17.
| Pos. | Bateria | Raia | Nadador                     | CON                | Tempo   | Notas            |
| ---- | ------- | ---- | --------------------------- | ------------------ | ------- | ---------------- |
| 1    | 5       | 5    | Duncan Scott                | Reino Unido        | 1:57.76 | Q                |
| 2    | 4       | 5    | Daiya Seto                  | Japão              | 1:57.80 | Q                |
| 3    | 6       | 6    | So Ogata                    | Japão              | 1:57.88 | Q                |
| 4    | 6       | 7    | Jérémy Desplanches          | Suíça              | 1:58.00 | Q                |
| 5    | 5       | 6    | Lewis Clareburt             | Nova Zelândia      | 1:58.08 | Q                |
| 6    | 6       | 3    | Tom Dean                    | Reino Unido        | 1:58.20 | Q                |
| 7    | 6       | 5    | Carson Foster               | Estados Unidos     | 1:58.24 | Q                |
| 8    | 4       | 6    | Thomas Neill                | Austrália          | 1:58.30 | Q                |
| 9    | 6       | 4    | Léon Marchand               | França             | 1:58.38 | Q                |
| 10   | 4       | 7    | Hugo González               | Espanha            | 1:58.47 | Q                |
| 11   | 5       | 4    | Shaine Casas                | Estados Unidos     | 1:58.56 | Q                |
| 12   | 4       | 3    | Finlay Knox                 | Canadá             | 1:58.64 | Q                |
| 13   | 6       | 2    | Alberto Razzetti            | Itália             | 1:58.74 | Q                |
| 14   | 5       | 7    | Gabriel Lopes               | Portugal           | 1:58.77 | Q                |
| 15   | 6       | 1    | Brendon Smith               | Austrália          | 1:59.03 | Q                |
| 16   | 4       | 4    | Wang Shun                   | China              | 1:59.05 | Q                |
| 17   | 5       | 2    | Ron Polonsky                | Israel             | 1:59.15 |                  |
| 18   | 5       | 8    | Andreas Vazaios             | Grécia             | 1:59.72 |                  |
| 18   | 5       | 9    | Berke Saka                  | Turquia            | 1:59.72 |                  |
| 20   | 6       | 8    | Gal Cohen Groumi            | Israel             | 2:00.00 |                  |
| 21   | 4       | 0    | Wang Hsing-hao              | Taipé Chinesa      | 2:00.01 |                  |
| 22   | 5       | 0    | Tomás Peribonio             | Equador            | 2:01.14 |                  |
| 23   | 4       | 1    | Carles Coll Martí           | Espanha            | 2:01.22 |                  |
| 24   | 3       | 5    | Bernhard Reitshammer        | Áustria            | 2:01.42 |                  |
| 25   | 4       | 8    | Kim Min-suk                 | Coreia do Sul      | 2:01.75 |                  |
| 26   | 5       | 1    | Ádám Telegdy                | Hungria            | 2:01.82 |                  |
| 27   | 3       | 2    | Erick Gordillo              | Guatemala          | 2:02.64 |                  |
| 28   | 3       | 0    | Munzer Kabbara              | Líbano             | 2:02.99 | Recorde nacional |
| 29   | 3       | 7    | Kristaps Mikelsons          | Letônia            | 2:03.38 |                  |
| 30   | 3       | 4    | Daniil Pancerevas           | Lituânia           | 2:03.76 |                  |
| 31   | 6       | 9    | Héctor Ruvalcaba            | México             | 2:03.87 |                  |
| 32   | 3       | 3    | Frantisek Jablcnik          | Eslováquia         | 2:03.89 |                  |
| 33   | 2       | 4    | Bernhard Tyler Christianson | Panamá             | 2:04.71 |                  |
| 34   | 4       | 9    | Tan Zachary Ian             | Singapura          | 2:04.92 |                  |
| 35   | 6       | 0    | Trần Hưng Nguyên            | Vietname           | 2:05.77 |                  |
| 36   | 3       | 8    | Ronan Wantenaar             | Namíbia            | 2:05.97 |                  |
| 37   | 3       | 9    | Tan Khai Xin                | Malásia            | 2:06.31 |                  |
| 38   | 3       | 1    | Santiago Corredor           | Colômbia           | 2:06.37 |                  |
| 39   | 2       | 2    | Esteban Nuñez del Prado     | Bolívia            | 2:06.60 |                  |
| 40   | 2       | 5    | Jarod Arroyo                | Porto Rico         | 2:06.67 |                  |
| 41   | 2       | 3    | Simon Bachmann              | Seicheles          | 2:08.50 |                  |
| 42   | 2       | 6    | Zhulian Lavdaniti           | Albânia            | 2:09.32 |                  |
| 43   | 1       | 3    | Lin Sizhuang                | Macau              | 2:10.10 |                  |
| 44   | 2       | 1    | Nikola Gjuretanovikj        | Macedônia do Norte | 2:13.17 |                  |
| 45   | 2       | 7    | Thomas Wareing              | Malta              | 2:13.80 |                  |
| 46   | 1       | 5    | Abdul Al-Kulaibi            | Omã                | 2:20.01 |                  |
| 47   | 1       | 4    | Hussein Suwaed              | Iraque             | 2:20.23 |                  |
| 48   | 2       | 0    | Kinley Lhendup              | Butão              | 2:28.39 |                  |
| 49   | 2       | 8    | Filipe Gomes                | Malawi             | DNS     | DNS              |
| 49   | 4       | 2    | Jaouad Syoud                | Argélia            | DNS     | DNS              |
| 49   | 5       | 3    | Hubert Kós                  | Hungria            | DNS     | DNS              |
| 52   | 3       | 6    | Matheo Mateos               | Paraguai           | DSQ     | DSQ              |

### Semifinais
As semifinais serão realizadas no dia 26 de julho com início às 21:29.
| Pos. | Bateria | Raia | Nadador            | CON            | Tempo   | Notas |
| ---- | ------- | ---- | ------------------ | -------------- | ------- | ----- |
| 1    | 2       | 2    | Léon Marchand      | França         | 1:56.34 | Q     |
| 2    | 2       | 4    | Duncan Scott       | Reino Unido    | 1:56.50 | Q     |
| 3    | 2       | 6    | Carson Foster      | Estados Unidos | 1:56.55 | Q     |
| 4    | 1       | 2    | Hugo González      | Espanha        | 1:56.58 | Q     |
| 5    | 2       | 5    | So Ogata           | Japão          | 1:57.06 | Q     |
| 6    | 1       | 4    | Daiya Seto         | Japão          | 1:57.15 | Q     |
| 7    | 1       | 3    | Tom Dean           | Reino Unido    | 1:57.18 | Q     |
| 8    | 2       | 7    | Shaine Casas       | Estados Unidos | 1:57.23 | Q     |
| 9    | 2       | 1    | Alberto Razzetti   | Itália         | 1:57.39 |       |
| 10   | 1       | 6    | Thomas Neill       | Austrália      | 1:57.51 |       |
| 11   | 1       | 8    | Wang Shun          | China          | 1:57.97 |       |
| 12   | 2       | 3    | Lewis Clareburt    | Nova Zelândia  | 1:58.01 |       |
| 13   | 1       | 7    | Finlay Knox        | Canadá         | 1:58.23 |       |
| 14   | 1       | 5    | Jérémy Desplanches | Suíça          | 1:58.29 |       |
| 15   | 2       | 8    | Brendon Smith      | Austrália      | 1:59.35 |       |
| 16   | 1       | 1    | Gabriel Lopes      | Portugal       | 2:00.28 |       |

### Final
A final será realizada no dia 27 de julho às 21:03.
| Pos.              | Raia | Nadador       | CON            | Tempo   | Notas           |
| ----------------- | ---- | ------------- | -------------- | ------- | --------------- |
| Medalha de ouro   | 4    | Léon Marchand | França         | 1:54.82 | Recorde europeu |
| Medalha de prata  | 5    | Duncan Scott  | Reino Unido    | 1:55.95 |                 |
| Medalha de bronze | 1    | Tom Dean      | Reino Unido    | 1:56.07 |                 |
| 4                 | 8    | Shaine Casas  | Estados Unidos | 1:56.35 |                 |
| 5                 | 3    | Carson Foster | Estados Unidos | 1:56.43 |                 |
| 6                 | 7    | Daiya Seto    | Japão          | 1:56.70 |                 |
| 7                 | 6    | Hugo González | Espanha        | 1:57.37 |                 |
| 8                 | 2    | So Ogata      | Japão          | 1:57.82 |                 |

Legenda
| Recorde mundial       | Recorde mundial (World record)               |                       | Recorde africano                      | Recorde africano (African) |                                           | Q | Classificado por posição (Qualified) |
| Recorde do campeonato | Recorde do campeonato (Championship record)  | Recorde da América    | Recorde da América (Americas)         | q                          | Classificado por melhor tempo (Qualified) |   |                                      |
| Melhor marca do ano   | Melhor marca do ano (World leading)          | Recorde asiático      | Recorde asiático (Asian)              | DNS                        | Não largou (Did not start)                |   |                                      |
| Recorde nacional      | Recorde nacional (National record)           | Recorde europeu       | Recorde europeu (European)            | DNF                        | Não terminou (Did not finish)             |   |                                      |
| Recorde pessoal       | Recorde pessoal do atleta (Personal best)    | Recorde da Oceania    | Recorde da Oceania (Oceania)          | DSQ / DQ                   | Desclassificado (Disqualified)            |   |                                      |
| Recorde da temporada  | Recorde da temporada do atleta (Season best) | Recorde sul-americano | Recorde sul-americano (South America) | NM                         | Sem marca (No mark)                       |   |                                      |